# Melinda yunnanensis
Melinda yunnanensis är en tvåvingeart som beskrevs av Fan, Gan, Fang, Zheng, Chen och Tao 1997. Melinda yunnanensis ingår i släktet Melinda och familjen spyflugor.
Artens utbredningsområde är Yunnan (Kina). Inga underarter finns listade i Catalogue of Life.